# Florence Culwick
Florence Culwick (4 novembre 1877 - 30 août 1929) est la directrice de la Culwick Choral Society. 

## Biographie
Florence Culwick naît au 21 Upper Lesson Street à Dublin le 4 novembre 1877. Elle est la fille de James Cooksey Culwick (en), professeur de musique, et de sa deuxième épouse Mary Jane (née Richardson). Elle fréquente le Collège Alexandra (en) de Dublin, où elle excelle en musique. Elle continuera à enseigner la musique à l'Alexandra. Son père occupe plusieurs postes d'organiste à Dublin, notamment à la chapelle royale du château de Dublin où il reste jusqu'à sa mort en 1907. Après une interruption, Florence Culwick reprend la chorale, renommée alors Miss Culwick's Choral Society. Cela fait d'elle la première femme cheffe de chœur de Dublin. 
Pendant la Première Guerre mondiale, le chœur est uniquement féminin, mais en 1919, il est de retour à un plein effectif et florissant. C'est Culwick qui attire à Dublin des artistes comme Dorothy Silk (en) et John Goss (en), tout en encourageant les talents locaux. Parmi les performances notables figurent la première représentation à Dublin de Vanity of vanities de Bantock et de la messe en sol mineur de Vaughan Williams. En 1927, le chœur remporte le Welsh Eisteddfod à Holyhead. Par la suite, la chorale est renommée en l'honneur de son père et de son succès, la Culwick Choral Society. 
Culwick meurt le 30 août 1929 dans une maison de retraite de Portobello à Dublin. La Florence Culwick Memorial Cup a été créée en son honneur dans le cadre du festival Feis Ceoil (en).